# Cessy
Cessy est une commune française située dans le département de l'Ain, en région Auvergne-Rhône-Alpes. Elle fait partie de l'unité urbaine de Gex.
Ses habitants sont appelés les Cessiens et les Cessiennes.
Les communes de Cessy et d'Échenevex formaient une entité unique jusqu'en 1833, date à laquelle Échenevex est devenue indépendante.

## Géographie

### Situation

#### Localisation
La commune de Cessy est située sur un plateau au pied du Jura, un peu à l'écart de l'ex-route nationale 5 (Paris - Genève) devenue la départementale 1005 qui traverse son territoire. En bordure immédiate de la ville de Gex elle y est désormais soudée par les constructions récentes qui ont uni les différents quartiers jadis échelonnés sur les routes qui mènent à Grilly, à Versonnex et à Segny. Depuis environ 2010 l'urbanisation a franchi la départementale 1005 qui traverse maintenant l'agglomération.
La commune est arrosée par deux torrents de montagne : le Journans et l'Oudar.

##### Lieux-dits et écarts
Les hameaux de la commune sont le Martinet et Tutegny.

##### Communes limitrophes
|           | Gex   | Grilly    |
| Échenevex | Cessy | Sauverny  |
|           | Ségny | Versonnex |

### Climat
Pour des articles plus généraux, voir Climat d'Auvergne-Rhône-Alpes et Climat de l'Ain.
En 2010, le climat de la commune est de type climat de montagne, selon une étude du CNRS s'appuyant sur une série de données couvrant la période 1971-2000. En 2020, Météo-France publie une typologie des climats de la France métropolitaine dans laquelle la commune est exposée à un climat de montagne ou de marges de montagne et est dans la région climatique Jura, caractérisée par une forte pluviométrie en toutes saisons (1 000 à 1 500 mm/an), des hivers rigoureux et un ensoleillement médiocre.
Pour la période 1971-2000, la température annuelle moyenne est de 9,4 °C, avec une amplitude thermique annuelle de 17,7 °C. Le cumul annuel moyen de précipitations est de 1 356 mm, avec 11,7 jours de précipitations en janvier et 9,2 jours en juillet. Pour la période 1991-2020, la température moyenne annuelle observée sur la station météorologique installée sur la commune est de 10,9 °C et le cumul annuel moyen de précipitations est de 1 063,2 mm,. Pour l'avenir, les paramètres climatiques de la commune estimés pour 2050 selon différents scénarios d'émission de gaz à effet de serre sont consultables sur un site dédié publié par Météo-France en novembre 2022.
| Mois                                  | jan.           | fév.           | mars          | avril         | mai           | juin          | jui.          | août          | sep.          | oct.          | nov.          | déc.           | année      |
| ------------------------------------- | -------------- | -------------- | ------------- | ------------- | ------------- | ------------- | ------------- | ------------- | ------------- | ------------- | ------------- | -------------- | ---------- |
| Température minimale moyenne (°C)     | −1,2           | −1,4           | 1,7           | 5,3           | 8,9           | 12,9          | 14,3          | 13,9          | 10,8          | 7,4           | 2,9           | −0,5           | 6,3        |
| Température moyenne (°C)              | 1,8            | 2,5            | 6,4           | 10,8          | 14,3          | 18,7          | 20,5          | 19,9          | 16,1          | 11,5          | 6,3           | 2,4            | 10,9       |
| Température maximale moyenne (°C)     | 4,9            | 6,3            | 11,2          | 16,2          | 19,6          | 24,6          | 26,7          | 25,9          | 21,5          | 15,7          | 9,6           | 5,4            | 15,6       |
| Record de froid (°C) date du record   | −13,9 30.01.05 | −16,3 01.02.03 | −11 01.03.05  | −6 08.04.03   | −0,4 06.05.19 | 2,6 01.06.06  | 6,7 25.07.11  | 6,3 26.08.18  | 1,6 25.09.02  | −3,4 26.10.03 | −10 27.11.05  | −14,7 20.12.09 | −16,3 2003 |
| Record de chaleur (°C) date du record | 15,9 01.01.23  | 19,5 23.02.20  | 22,4 16.03.12 | 26,5 22.04.18 | 32,8 24.05.09 | 35,5 25.06.03 | 37,6 07.07.15 | 38,5 24.08.23 | 31,2 11.09.23 | 27 09.10.23   | 21,4 02.11.20 | 16 18.12.19    | 38,5 2023  |
| Précipitations (mm)                   | 106            | 75,8           | 77,9          | 66,7          | 87            | 85,4          | 81,1          | 86,5          | 63            | 101,6         | 110,1         | 122,1          | 1 063,2    |

### Voies de communication et transports

#### Voies routières
La ville de Cessy est traversée par deux axes principaux : 
- la RD 1005 permettant de rejoindre Gex puis le col de la Faucille au nord, et Ferney-Voltaire puis Genève au sud ;
- la RD 15C permettant de rejoindre à l'est Divonne-les-Bains, et à l'ouest la RD 984C pour gagner Saint-Genis-Pouilly puis Valserhône.

#### Transport ferroviaire
La commune est traversée par l'ancienne voie ferrée reliant Bellegarde-sur-Valserine à Divonne-les-Bains. Cette ligne est désaffectée depuis la fin des années 1980. La halte située à Tutegny avait été supprimée auparavant avec la fin du trafic voyageur. Le pont permettant à cette ligne de franchir la route départementale 1005 (ex RN 5) a été déposé eu début des années 2000 à la suite de son endommagement par un poids lourd.
Aujourd'hui, la voie ferrée a été recouverte de tout-venant et transformée en un cheminement doux permettant de rejoindre Gex ou Divonne-les-Bains.

#### Transports en commun
La commune est traversée par la ligne de bus F des Transports publics genevois (TPG) qui relie Gex à la gare Cornavin à Genève. Il y a trois arrêts TPG à Cessy : Cessy-Centre, Cessy-Saint-Denis et Cessy-Les Hauts.
Un projet de bus à haut niveau de service (BHNS) suivant le tracé de la ligne de bus F verra le jour en 2020, permettant d'améliorer sensiblement la liaison entre la commune et la Suisse,.

## Urbanisme

### Typologie
Au 1er janvier 2024, Cessy est catégorisée ceinture urbaine, selon la nouvelle grille communale de densité à 7 niveaux définie par l'Insee en 2022.
Elle appartient à l'unité urbaine de Gex, une agglomération intra-départementale dont elle est une commune de la banlieue,. Par ailleurs la commune fait partie de l'aire d'attraction de Genève - Annemasse (partie française), dont elle est une commune de la couronne,. Cette aire, qui regroupe 158 communes, est catégorisée dans les aires de 700 000 habitants ou plus (hors Paris),.

### Occupation des sols
L'occupation des sols de la commune, telle qu'elle ressort de la base de données européenne d’occupation biophysique des sols Corine Land Cover (CLC), est marquée par l'importance des territoires agricoles (57,6 % en 2018), en diminution par rapport à 1990 (64,5 %). La répartition détaillée en 2018 est la suivante : 
zones urbanisées (32,7 %), terres arables (27,3 %), zones agricoles hétérogènes (15,9 %), prairies (14,4 %), forêts (6,5 %), zones industrielles ou commerciales et réseaux de communication (3,1 %), mines, décharges et chantiers (0,1 %).
L'évolution de l’occupation des sols de la commune et de ses infrastructures peut être observée sur les différentes représentations cartographiques du territoire : la carte de Cassini (XVIIIe siècle), la carte d'état-major (1820-1866) et les cartes ou photos aériennes de l'IGN pour la période actuelle (1950 à aujourd'hui).

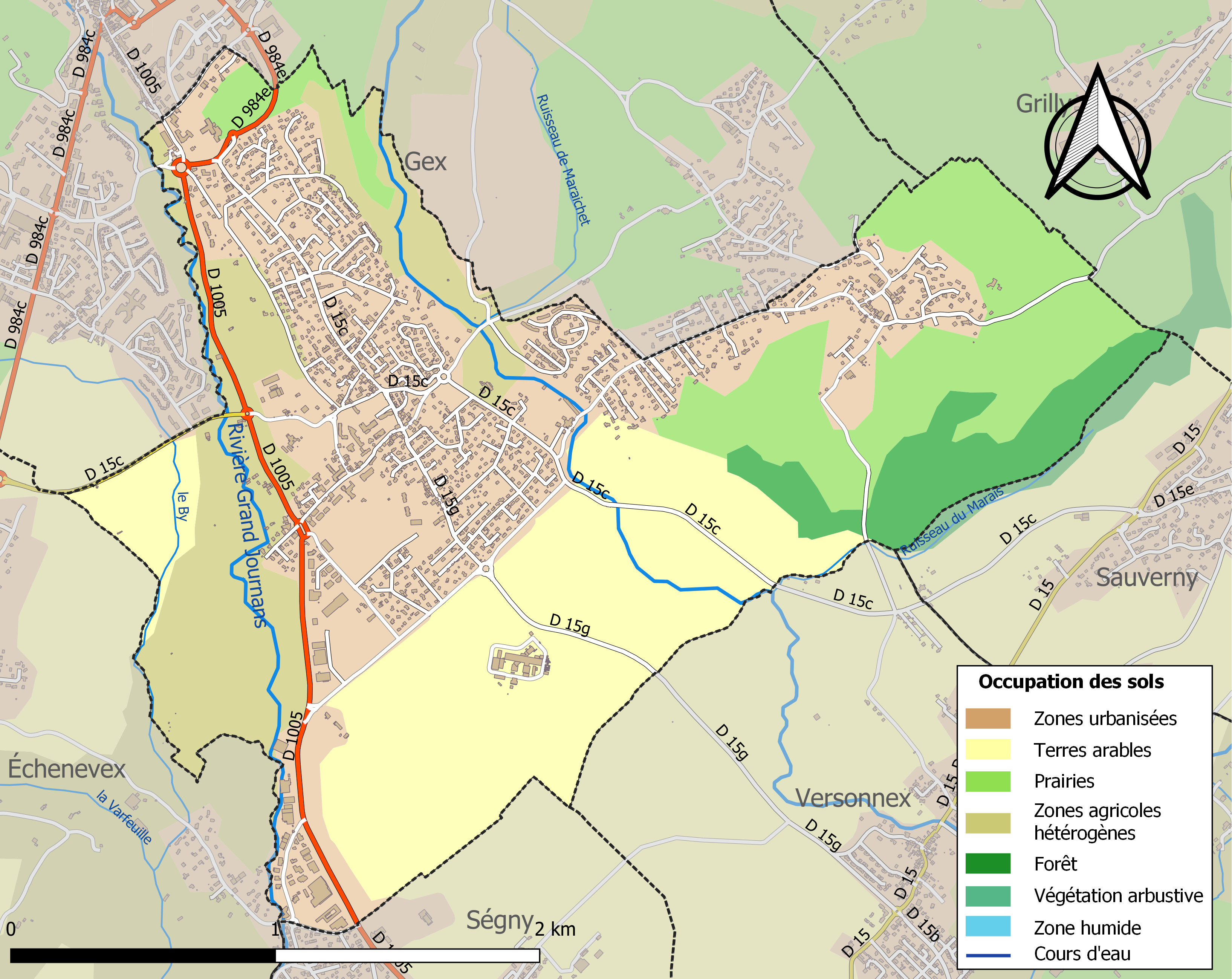
Carte des infrastructures et de l'occupation des sols de la commune en 2018 (CLC).

## Toponymie
Cessy que l'on devrait plus régulièrement appeler Sessy tire probablement son nom de Sissus ou Sissius, septemvir romain (titre que portaient les prêtres chargé d'organiser les banquets donnés en l'honneur des dieux ou à la suite des jeux) de la colonie équestre (Nyon) dont on a conservé la pierre tombale à Versoix.
L'orthographe ancienne Seyssiacus, Sessiaeum, Sessier puis Sessie et enfin Cessy se retrouve à travers les âges.
En 1794, la commune s'appelait Cessi ; à partir de 1801, elle devient Cessy ; en 1833, elle cède Échenevex qui devient une commune autonome.

## Histoire

### Faits historiques
La présence gallo-romaine se poursuivit pendant une période relativement longue. Ainsi la découverte récente d'un bâtiment datant du dernier quart du IIIe siècle et première moitié du IVe témoigne de la présence d'un habitat dispersé lié à l'activité agricole et artisanale (objets métalliques, outillages et appareillages en rapport à la métallurgie).
Paroisse (Sessiacus, in potestate Seyssiacenci, ecclesia de Seyssiaco, prior de Sessier, Sessi, Sessye) sous le vocable de saint Denis. Le droit de présentation et de collation à la cure appartenait à l'abbaye de Saint-Claude. Ce droit lui fut reconnu, en 1198, par sentence arbitrale de Renaud de Forez, archevêques de Lyon.
Dès le IXe siècle les religieux de Saint-Claude étaient possessionnés à Cessy, ainsi que le témoigne une charte de l'empereur Lothaire, de 855.
En 1090, le comte de Genevois, Aymon, leur maintint les alleus qu'ils avaient obtenus ab ingenias hominibus. L'année suivante, Guy, évêque de Genève, à la demande du même comte et avec l'approbation de tout son clergé, leur donna l'église de Sainte-Marie, située à Cessy, avec toutes les terres, les dîmes, les oblations qui en dépendaient. Cette église devint celle du prieuré (Prieuré de Cessy) que les moines établirent depuis et dont ils reçurent confirmation avec l'église paroissiale, le 16 novembre 1184, de l'empereur Frédéric Barberousse.
Toute la dîme de la paroisse appartenait aux religieux de Saint-Claude. Le revenu de la cure s'élevait à 400 livres.
Le fief avec maison forte de Cessy était possédé, en 1602, par la famille Colonier. Il passa depuis à François de Bourgeois, père de Claudine de Bourgeois, laquelle en fournit le dénombrement en 1648, et le laissa à Claude-Balthazarde de Perrissot, sa fille, qui le porta en mariage à Pierre de Poncet, dont les héritiers en jouissaient à la fin du XVIIe siècle.
En 1789, Cessy devint une communauté du bailliage et subdélégation de Gex et de l'élection de Belley, une dépendance de la baronnie de Gex.
En 1833, Échenevex qui faisait partie de la commune devient une commune à part entière.
Depuis les années 1950 et 60, Cessy s'est développée et la construction, assez lente au début s'est considérablement accélérée par la suite, à l'image des autres communes du pays de Gex.

## Politique et administration

### Découpage territorial
La commune de Cessy est membre de l'intercommunalité Pays de Gex Agglo, un établissement public de coopération intercommunale (EPCI) à fiscalité propre créé le 31 mai 1995 dont le siège est à Gex. Ce dernier est par ailleurs membre d'autres groupements intercommunaux.
Sur le plan administratif, elle est rattachée à l'arrondissement de Gex, au département de l'Ain et à la région Auvergne-Rhône-Alpes. Sur le plan électoral, elle dépend du  canton de Gex pour l'élection des conseillers départementaux, depuis le redécoupage cantonal de 2014 entré en vigueur en 2015, et de la troisième circonscription de l'Ain  pour les élections législatives, depuis le dernier découpage électoral de 2010.

### Liste des maires
Liste de l'ensemble des maires qui se sont succédé à la mairie de la commune :
| Période                                  | Période                       | Identité           | Étiquette | Qualité                                                                         |
| ---------------------------------------- | ----------------------------- | ------------------ | --------- | ------------------------------------------------------------------------------- |
| Les données manquantes sont à compléter. |                               |                    |           |                                                                                 |
| 1971                                     | 2008                          | Jules Émery        |           |                                                                                 |
| 2008                                     | En cours (au 30 octobre 2014) | Christophe Bouvier | DVD       | Président de la CC du Pays de Gex (2014 → 2020) Réélu pour le mandat 2020-2026, |

### Distinctions et labels
La commune a obtenu une fleur au concours des villes et villages fleuris en 2015.

### Jumelages
| La commune a développé une association de jumelage avec : - Dahlen (Allemagne) depuis 1998 | \| Dahlen Cessy \| |
| Dahlen Cessy                                                                               |                    |

## Population et société

### Démographie
L'évolution du nombre d'habitants est connue à travers les recensements de la population effectués dans la commune depuis 1793. Pour les communes de moins de 10 000 habitants, une enquête de recensement portant sur toute la population est réalisée tous les cinq ans, les populations de référence des années intermédiaires étant quant à elles estimées par interpolation ou extrapolation. Pour la commune, le premier recensement exhaustif entrant dans le cadre du nouveau dispositif a été réalisé en 2007.
En 2022, la commune comptait 5 570 habitants, en évolution de +15,18 % par rapport à 2016 (Ain : +5,15 %, France hors Mayotte : +2,11 %).
| 1793 | 1800 | 1806 | 1821 | 1831 | 1836 | 1841 | 1846 | 1851 |
| ---- | ---- | ---- | ---- | ---- | ---- | ---- | ---- | ---- |
| 787  | 805  | 853  | 883  | 980  | 523  | 533  | 527  | 559  |

| 1856 | 1861 | 1866 | 1872 | 1876 | 1881 | 1886 | 1891 | 1896 |
| ---- | ---- | ---- | ---- | ---- | ---- | ---- | ---- | ---- |
| 565  | 526  | 501  | 435  | 435  | 485  | 424  | 424  | 445  |

| 1901 | 1906 | 1911 | 1921 | 1926 | 1931 | 1936 | 1946 | 1954 |
| ---- | ---- | ---- | ---- | ---- | ---- | ---- | ---- | ---- |
| 452  | 422  | 427  | 408  | 426  | 427  | 403  | 384  | 387  |

| 1962 | 1968 | 1975 | 1982  | 1990  | 1999  | 2006  | 2007  | 2012  |
| ---- | ---- | ---- | ----- | ----- | ----- | ----- | ----- | ----- |
| 423  | 509  | 770  | 1 068 | 1 763 | 2 283 | 3 233 | 3 368 | 4 342 |

| 2017  | 2022  | - | - | - | - | - | - | - |
| ----- | ----- | - | - | - | - | - | - | - |
| 4 856 | 5 570 | - | - | - | - | - | - | - |

### Enseignement
Il y a une école maternelle et primaire.
Depuis novembre 2008, une crèche, gérée par la communauté de communes du pays de Gex, est ouverte et permet l'accueil des enfants des communes de Cessy, Gex et Echenevex.

### Manifestations culturelles et festivités
La commune dispose d'une salle des fêtes.

### Sports
La commune est dotée d'équipements sportifs :
- Trois terrains de football
- Un terrain de basket-ball
- Deux courts de tennis

En outre, à proximité de ces équipements, se trouve une aire de jeux pour les petits.

### Personnalités liées à la commune
- Jean-Louis Girod de l'Ain [Jean-Louis Girod] (Cessy 1753 - Versoix, Suisse 1839) : magistrat et homme politique ; fut, entre autres, juge au bailliage de Gex, maire de Gex (1780-1791) et député de l'Ain (1796).
- Tim Berners-Lee habitait Cessy lors de son invention, avec Robert Cailliau, du World Wide Web.
- Jean-Marie Jacquemier (1806-1879), né à Cessy. Docteur en médecine. Obstétricien. Fils de Jean François Jacquemier, cultivateur et d’Anne Jacqueline Paccut, il est célèbre pour avoir  laissé son nom à une manœuvre obstétricale universellement reconnue. Membre de l'Académie de Médecine de Paris en 1860[25].

## Économie

### Commerce
Cessy possède une dizaine de commerces de détail traditionnels. Une vaste zone d'activité située au sud de la commune, en bordure de la RD 1005, abrite de grandes enseignes, en particulier dans le domaine de l'ameublement et de la concession automobile.

## Culture et patrimoine

### Lieux et monuments

#### Monuments laïques
- Château d'origine médiévale remanié jusqu'au XIXe siècle.
- Le tunnel abritant la boucle de 27 kilomètres du Large Hadron Collider, l'accélérateur de particules du CERN passe à une centaine de mètres sous la commune[26]. L'expérience Compact Muon Solenoid se trouve au sud de la ville.

#### Monuments religieux

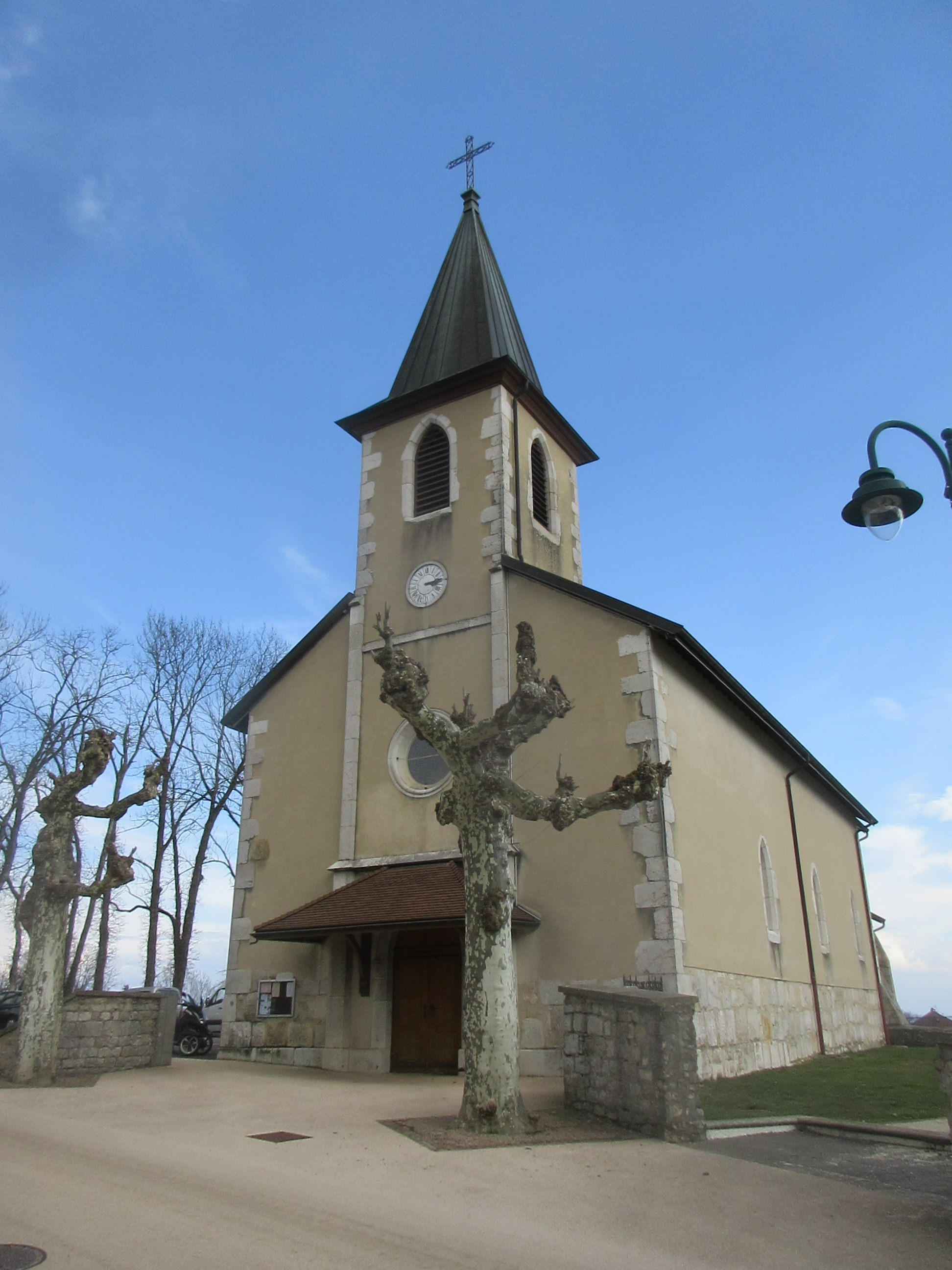
Église Saint-Denis.

- Église Saint-Denis, église gothique.

### Héraldique
Voici l'ancien blason.
| Blason de Cessy | Blason  | Parti : au 1er d’or aux cinq coquilles d’azur ordonnées 2,2,1, au 2e de gueules à saint Denis céphalophore crossé et auréolé d’or. |
| Blason de Cessy | Détails | Le statut officiel du blason reste à déterminer.                                                                                   |